# Liste des plantes potagères par familles botaniques
Les plantes potagères sont des plantes comestibles cultivés dans des jardins potagers, en serre, dans l'eau, ou en plein champ.
Quatre familles jouent un rôle primordial pour les légumes : les Fabaceae (tous les légumes secs), les Solanaceae (tomates, poivrons et pommes de terre), les Brassicaceae, (choux, navets et radis), et les cucurbitaceae (courges et courgettes), tandis que trois familles apportent la plupart des herbes aromatiques : Apiaceae, Lamiaceae et Liliaceae.
Dans le tableau ci-dessous sont classées comme légumes les espèces qui se consomment plutôt salés et les fruits plutôt sucrés généralement servis en dessert. Les « légumes » qui sont en termes de botanique des « fruits » sont en gras.
| Familles                                | Légumes | Aromates et condiments                                                                         | Fruits                                |
| Actinidiacées                           | |                                                                                                | Kiwi                                  |
| Aizoacées                               | Tétragone, ficoïde glaciale |                                                                                                |                                       |
| Amaranthacées                           | Amaranthe, betterave, poirée (ou : blette, bette à carde) Arroche, épinard, quinoa                                                          |                                                                                                |                                       |
| Amaryllidacées (Liliacées)              | Oignon, poireau, échalote | Ciboule, ciboulette, safran, ail, ail des ours, ail rocambole, oignon, Poireau perpétuel       |                                       |
| Apiacées (Ombellifères)                 | Carotte, céleri-rave, fenouil, panais | Aneth, angélique, carvi, céleri, cerfeuil, coriandre, fenouil, livèche, maceron, persil        |                                       |
| Araliacées                              | Ginseng |                                                                                                |                                       |
| Asparagacées (Liliacées)                | Asperge |                                                                                                |                                       |
| Astéracées (Composées)                  | Artichaut, cardon, chicorée, cresson, endive, laitue, pissenlit, salsifis, scorsonère, shungiku, topinambour, tournesol, yakon              | Estragon, stevia                                                                               |                                       |
| Basellacées                             | Baselle |                                                                                                |                                       |
| Brassicacées (Crucifères)               | Brocoli,cresson de fontaine, chou, chou de Bruxelles, chou-fleur, chou-rave, kale, mizuna navet, radis, raifort, rapini, roquette, rutabaga | Moutarde, raifort                                                                              |                                       |
| Boraginacées                            | Huître potagère |                                                                                                |                                       |
| Convolvulacées                          | Patate douce |                                                                                                |                                       |
| Cucurbitacées                           | Concombre, courgette, courge, citrouille, potiron, potimarron, butternut, margose à piquants, courge de Siam                                |                                                                                                | Melon, pastèque.                      |
| Cypéracées                              | Amande de terre |                                                                                                |                                       |
| Éricacées                               | |                                                                                                | Myrtille, airelle                     |
| Fabacées (Papilionacées) (Légumineuses) | Arachide, fève, haricot, lentille, niébé, petit pois, pois chiche, soja                                                                     |                                                                                                |                                       |
| Grossulariacées                         | |                                                                                                | Cassissier, groseillier               |
| Lamiacées (Labiées)                     | Crosne du Japon | Basilic, hysope, marjolaine, mélisse, menthe, origan, romarin, serpolet, sariette, sauge, thym |                                       |
| Malvacées                               | Gombo | Hibiscus                                                                                       |                                       |
| Oxalidacées                             | Oca du Pérou |                                                                                                |                                       |
| Poacées (Graminées)                     | Avoine, blé, maïs doux, millet, pousse de bambou, riz, sorgho                                                                               | Citronnelle                                                                                    |                                       |
| Polygonacées                            | Oseille, rhubarbe, sarrasin |                                                                                                |                                       |
| Portulacacées                           | Claytone de Cuba, pourpier |                                                                                                |                                       |
| Rosacées                                | |                                                                                                | Fraisier, framboisier, ronce (mûres), |
| Solanacées                              | Aubergine, poivron, piment, pomme de terre, tomate                                                                                          |                                                                                                | Cerise de terre, physalis, pepino,    |
| Valérianacées                           | Mâche |                                                                                                |                                       |